# ГУШОСДОР
Головне управління шосейних доріг НКВС,  ГУШОСДОР (рос. ГЛАВНОЕ УПРАВЛЕНИЕ ШОССЕЙНЫХ ДОРОГ НКВД–МВД СССР, ГУШОСДОР) — главк (від рос. главный комитет), організований 4 березня 1936 наказом НКВД № 0086 на базі Центрального управління шосейних і ґрунтових доріг та автомобільного транспорту (ЦУДОРТРАНС).
На місцях у складі НКВС Української РСР, ЗРФСР, Білоруської РСР, УНКВС по Московській і Ленінградській областях, Далекосхідного краю були організовані управління шосейних доріг (УШОСДОР), а в решті УНКВС республік, країв і областей - відділи шосейних доріг (ОШОСДОРи).
При організації в ГУШОСДОРі було зосереджено все автодорожнє господарство країни: будівництво, ремонт та експлуатація доріг загальносоюзного, республіканського, крайового та обласного значення (за списком, що затверджується РНК СРСР), контроль за дорожнім будівництвом райвиконкомів.

## Історія
Щоб розв'язувати транспортну проблему в найкоротші терміни, до дорожнього будівництва вирішили залучити систему щойно утвореного  ГУЛАГу НКВС СРСР. До початку війни загальна чисельність ув'язнених в «автодорожніх» таборах зросла з 5 до 25 тисяч осіб.
Крім ув'язнених, ГУШОСДОРу постановою ЦВК і РНК СРСР від 3 березня 1936 дозволялося залучати сільське населення «на умовах безпосередньої безкоштовної особистої праці» протягом шести днів на рік у два терміни — навесні та восени (у вільний від сільгоспробіт час).
В лютому 1936 року відповідно до наказу НКВС №0050 почалося створення нових підрозділів уздовж ліній двох майбутніх автомагістралей: Москва-Київ і Москва-Мінськ. Основними з них тоді стали Калузький і Вяземський ВТТ. Начальник будівництва був і начальником ВТТ; з виробничих питань він підпорядковувався ГУШОСДОРу, по табірним – ГУЛАГу. Ця структура управління виявилася неефективною.
Проблеми неефективної роботи автодорожнього главку керівництво НКВД вирішувало цілком у дусі свого часу. У травні 1937 року за звинуваченням у контрреволюційній діяльності був заарештований і незабаром розстріляний начальник ГУШОСДОР комісар 1-го рангу ГБ Георгій Благонравов. У серпні така ж доля спіткала і його заступника Яна Зірніса. Михайлу Волкову після чотирьох місяців керівництва «пощастило» : він був відсторонений від посади і «всього лише» переведений на Далекий Схід. А новий начальник підрозділу Дмитро Дмитрієв протримався на своїй посаді лише один місяць (з травня по червень 1938), після чого теж був заарештований і розстріляний.
Починаючи з 1948, відповідно до наказу МВС № 0545 від 8 вересня 1947, на частині будівництв ГУШОСДОР військовополонених стали замінювати ув'язненими. Навесні 1949 для робіт на нових будівництвах у складі ГУШОСДОР знову організовуються ВТТ. Остаточна заміна військовополонених у зв'язку з їх репатріацією на ув'язнених на автодорожніх будівництвах МВС відбулася, згідно з наказом МВС № 00950 від 12 жовтня 1949 року в кінці 1949 г. Для цього при Управліннях будівництв ГУШОСДОР було організовано вісім ВТТ. Така організація робіт в ГУШОСДОР зберігалася аж до реорганізації МВС СРСР в 1953 році.
У жовтні 1949 середньомісячна чисельність ув'язнених у таборах ГУШОСДОР становила 37 120 , в 1950 середньорічна - близько 24 000.
Постановою РМ СРСР № 832-370сс від 18 березня 1953 ГУШОСДОР МВС СРСР був переданий до Міністерства автомобільного транспорту і шосейних доріг СРСР. Його табори перейшли у підпорядкування ГУЛАГу МЮ СРСР (пр. МЮ № 0013 від 02.04.53), а менш ніж через місяць закриті (пр. МЮ № 0038 від 29.04.53).

## Керівники ГУ
Утворено 4 березня 1936 року наказом НКВС № 0086 на підставі Постанови РНК СРСР № 424 від 3 березня 1936 г. «Про реорганізацію Цудортранса».
- 27.03.1936-25.05.1937 Благонравов Георгій Іванович
- 01.1938-22.05.1938 Волков Михайло Олександрович
- 22.05.1938 — 28.06.1938 Дмитрієв Дмитро Матвійович
- 09.1938-21.04.1939 (в.о.) Малінін Миколай Федорович
- 21.04.1939-05.1942 Федоров Всеволод Тихонович
- 23.05.1942-9.07.1946 Павлов Карпо Олександрович
- 1946-1948 Богданов Микола Кузьмич
- 12.-3.1948-14.03.1950 Любий Іван Семенович